# Halirages nilssoni
Halirages nilssoni is een vlokreeftensoort uit de familie van de Calliopiidae. De wetenschappelijke naam van de soort is voor het eerst geldig gepubliceerd in 1895 door Ohlin.